# 박현일
'박현일(1993년 9월 21일 ~ )은 조선민주주의인민공화국의 축구 선수이다. 포지션은 수비수, 공격수이다. 현재 압록강체육단 소속이다.